# Вранештиця (община)
Община Вранештиця (мак. Општина Вранештица) — община в Північній Македонії. Адміністративний центр — село Вранештиця. Розташована на заході Македонії, Південно-Західний статистично-економічний регіон, з населенням 1322 мешканців, які проживають на площі — 109,13 км².